# Det danske børnepornofilter
Det danske børnepornofilter er et DNS-filter, der blokerer for internetadresser, der formodes at indeholde børnepornografisk materiale. Filteret er udviklet i samarbejde mellem TDC, Rigspolitiet og Red Barnet og anvendes i dag af alle større danske internetudbydere. Det er ikke valgfrit, om man som kunde ønsker blokeringen, men filtret kan omgås ved at skifte til en anden navneserver. I december 2008 blev en gammel version af listen lækket til internettet. En analyse i 2010 af 167 tilfældigt udvalgte aktuelt blokerede indgange på listen viste at 164 ikke indeholdt børnepornografi, mens de sidste 3 blev taget ned inden for 3 timer efter at forskerne havde kontaktet værterne eller DNS-registeret via email.

## Brug
Filteret fungerer som en sortliste over internetdomæner. Hvis en internetbruger hos en udbyder der anvender filteret, forsøger at besøge en af de blokerede adresser, bliver vedkommende omdirigeret til en stopside. Listen af domæner udarbejdes af Rigspolitiet, der vurderer adresserne i samarbejde med Red Barnet. Private kan anmelde sider med børnepornografisk indhold – og dermed anmode om at få siderne inkluderet i filteret – til Politiet eller Red Barnet. Listen over blokerede adresser er ikke tilgængelig for de berørte internetbrugere.
Listen rummer 8.500 adresser (pr. marts 2008). Hver dag forsøger 2.700 danskere at få adgang til et netsted på listen.

## Teknisk opbygning af filteret
Filtreringen foregår ved hjælp af internetudbydernes navneservere (DNS), således at et blokeret domænenavn oversættes til en anden ip-adresse end den der globalt er registreret. På den måde blokeres adgangen til domænet og brugeren ser i stedet en anden side (stop-siden). 

## Kritik af filteret
Da filteret administreres af Politiet, har IT-Politisk Forening vurderet, at filteret formentligt strider imod Grundlovens §77 og kan betragtes som censur.
Alvar C.H. Freude (medlem af gruppen AK Zensur) har foretaget en analyse af en repræsentativ delmængde på 167 websider på listen. Siderne blev fundet ved at teste sider på en svensk lækket liste fra det svenske filter op imod det aktive danske filter, og så medtage de sider som aktuelt blev blokeret. Af de 167 websider eksisterede de 158 websider ikke længere, mens 6 ikke indeholdt børneporno eller andet åbenlyst ulovligt indhold. De resterende 3 sider indeholdt børneporno. Ved at sende emails til de ansvarlige systemadministratorer og DNS-registre blev disse sider taget ned indenfor 3 timer. Ud over de mange ikke-eksisterende sider, så påpeger Freude at listen tilsyneladende opererer efter en "fire and forget" strategi. Han påpeger også, at hans succes med hurtigt at få taget siderne ned tyder på at politiet ikke har gjort nogen reel indsats for at få børnepornoen af nettet. De tre sider som indeholdt børnepornografi har været tilgængelige for personer omgik DNS-blokeringen ved hjælp af en alternativ navneserver, indtil Freude fik dem taget ned.
 "Blocking means looking away instead of acting," says Alvar Freude, summarising the debate. "It is time for politicians to turn to meaningful action. They should agree to take down the content and pursue the perpetrators instead of hiding the content and protecting the perpetrators."

Vurderingen af om en side skal blokeres eller ej foretages administrativt af politiet og Red Barnet, og dermed uden hverken dommerkendelse eller dom. Det har ført til kritik af filteret fordi uskyldige sider risikerer at blive blokeret på grund af fejl eller mistanke om børnepornografisk indhold. I mindst ét tilfælde er et site med lovligt indhold blevet blokeret ved en fejl.
Blokeringen bliver foretaget uden varsel, så kontaktpersoner for blokerede domæner bliver ikke informeret om blokeringen, og kan derfor ikke anmode om at få afgørelsen prøvet ved retten.

## Andre filtreringer
DNS-filtrering er også blevet anvendt i forbindelse med ophavsretlige stridigheder – i sagen om AllOfMP3.com, hvor IFPI fik nedlagt fogedforbud  for at en internetudbyder (Tele2) skulle lukke for adgangen til domænet. Andre udbydere lukkede efterfølgende for domænet på baggrund af fogedforbuddet. I modsætning til filtreringen af børneporno blev filtreringen mod AllOfMP3.com først foretaget efter en kendelse i fogedretten. Kulturministeriet mente det var tvivlsomt, om AllOfMP3.com er en ulovlig hjemmeside, og opfordrede IFPI til at lægge sag an.
Flere betragtede kendelsen som censur.

## Fodnoter
1. ↑  "Wikileaks.org: "Denmark: 3863 sites on censorship list, Feb 2008"". Arkiveret fra originalen 13. januar 2009. Hentet 9. januar 2009.
2. 1 2  ""Access Blocking means looking away instead of acting" - Arbeitskreis gegen Internet-Sperren und Zensur (AK Zensur)". Arkiveret fra originalen 27. april 2014. Hentet 15. maj 2014.
3. ↑  2.700 danskere søger hver dag børneporno
4. ↑  "Kritik af Dansk Internetcensur". Arkiveret fra originalen 16. november 2007. Hentet 28. november 2007.
5. ↑  "Politiet erkender censurbrøler på nettet". Arkiveret fra originalen 8. juni 2008. Hentet 27. november 2007.
6. 1 2  Politiet beskyldes for magtmisbrug på nettet
7. ↑  "Eksperter: Pornofilter skaber juridisk tomrum". Arkiveret fra originalen 8. juni 2008. Hentet 27. november 2007.
8. ↑  "Fogedrettens kendelse" (PDF). Arkiveret (PDF) fra originalen 15. marts 2007. Hentet 28. november 2007.
9. ↑  Computerworld – TDC lukker for adgangen til Allofmp3.com
10. ↑  TDC lukker for adgangen til Allofmp3.com
11. ↑  "Kulturministeriet: Musikkunder kan ikke straffes". Arkiveret fra originalen 21. december 2007. Hentet 28. november 2007.
12. ↑  "Baggrund om Tele2-kendelsen". Arkiveret fra originalen 6. januar 2007. Hentet 28. november 2007.